# Världsmästerskapen i rodd 2014
Världsmästerskapen i rodd 2014 var den 44:e upplagan av Rodd-VM, och ägde rum på Bosbaan, Amsterdam i Nederländerna mellan den 24 och 31 augusti 2014.

## Medaljörer

### Herrar
Icke olympisk klass
| Gren              | Guld | Tid     | Silver | Tid     | Brons | Tid     |
| ----------------- | --- | ------- | --- | ------- | --- | ------- |
| Singelsculler     | Tjeckien Ondřej Synek | 6.37,12 | Nya Zeeland Mahé Drysdale | 6.37,85 | Kuba Ángel Fournier | 6.44,31 |
| Dubbelsculler     | Kroatien Martin Sinković Valent Sinković | 6.00,52 | Italien Romano Battisti Francesco Fossi | 6.04,42 | Australien James McRae Alexander Belonogoff | 6.04,43 |
| Scullerfyra       | Ukraina Dmytro Mikhay Artem Morozov Oleksandr Nadtoka Ivan Dovhodko                                                                                      | 5.32,26 | Storbritannien Graeme Thomas Sam Townsend Charles Cousins Peter Lambert                                                                                 | 5.32,35 | Tyskland Karl Schulze Tim Grohmann Kai Fuhrmann Philipp Wende | 5.36,97 |
| Tvåa utan styrman | Nya Zeeland Eric Murray Hamish Bond | 6.09,34 | Storbritannien James Foad Matthew Langridge | 6.13,75 | Sydafrika Vincent Breet Shaun Keeling | 6.16,85 |
| Fyra utan styrman | Storbritannien Alex Gregory Mohamed Sbihi George Nash Andrew Triggs Hodge                                                                                | 5.40,24 | USA Grant James Michael Gennaro Henrik Rummel Seth Weil                                                                                                 | 5.42,90 | Australien Fergus Pragnell Josh Dunkley-Smith Spencer Turrin Alexander Lloyd                                                                                      | 5.43,47 |
| Tvåa med styrman  | Nya Zeeland Eric Murray Hamish Bond Caleb Shepherd | 6.33,26 | Storbritannien Alan Sinclair Scott Durant Henry Fieldman                                                                                                | 6.43,45 | Tyskland Peter Kluge Alexander Egler Jonas Wiesen | 6.45,85 |
| Åtta med styrman  | Storbritannien Nathaniel Reilly-O'Donnell Matthew Tarrant William Satch Matt Gotrel Pete Reed Paul Bennett Tom Ransley Constantine Louloudis Phelan Hill | 5.24,11 | Tyskland Max Planer Malte Jakschik Andreas Kuffner Felix Drahotta Richard Schmidt Eric Johannesen Maximilian Reinelt Felix Wimberger Martin Sauer       | 5.24,77 | Polen Zbigniew Schodowski Mateusz Wilangowski Marcin Brzeziński Robert Fuchs Krystian Aranowski Michał Szpakowski Mikołaj Burda Piotr Juszczak Daniel Trojanowski | 5.26,90 |
| Lättvikt          | |         | |         | |         |
| Singelsculler     | Italien Marcello Miani | 6.43,37 | Tyskland Lars Hartig | 6.46,73 | Schweiz Michael Schmid | 6.50,88 |
| Dubbelsculler     | Sydafrika James Thompson John Smith | 6.05,36 | Frankrike Stany Delayre Jérémie Azou | 6.05,45 | Norge Kristoffer Brun Are Strandli | 6.05,79 |
| Scullerfyra       | Grekland Georgios Konsolas Spyridon Giannaros Panagiotis Magdanis Eleftherios Konsolas                                                                   | 5.42,75 | Tyskland Daniel Lawitzke Max Röger Jost Schömann-Finck Konstantin Steinhübel                                                                            | 5.45,65 | Kina Li Hui Tian Bin Wang Tiexin Dong Tianfeng | 5.46,69 |
| Tvåa utan styrman | Schweiz Simon Niepmann Lucas Tramèr | 6.22,91 | Frankrike Augustin Mouterde Thomas Baroukh | 6.25,02 | Storbritannien Sam Scrimgeour Jonathan Clegg | 6.25,48 |
| Fyra utan styrman | Danmark Kasper Winther Jørgensen Jacob Larsen Jacob Barsøe Morten Jørgensen                                                                              | 5.47,15 | Nya Zeeland James Hunter Alistair Bond Peter Taylor Curtis Rapley                                                                                       | 5.48,76 | Storbritannien Mark Aldred Peter Chambers Richard Chambers Chris Bartley                                                                                          | 5.49,58 |
| Åtta med styrman  | Tyskland Tobias Franzmann Simon Barr Torben Neumann Stefan Wallat Daniel Wisgott Jonas Kilthau Sven Keßler Can Temel Frederik Böhm                       | 5.31,29 | Italien Luca De Maria Vincenzo Serpico Jiri Vlcek Leone Barbaro Livio La Padula Armando Dell'Aquila Guido Gravina Giorgio Tuccinardi Gianluca Barattolo | 5.33,87 | Turkiet Mert Kartal Bayram Sönmez Ahmet Yumrukaya Cem Yılmaz Burak Özdemir Engin Özkan Hüseyin Kandemir Dogsah Boluk Kaan Şahin                                   | 5.34,20 |

### Kvinnor
Icke olympisk klass
| Gren              | Guld | Tid     | Silver | Tid     | Brons                                                                                          | Tid     |
| ----------------- | --- | ------- | --- | ------- | ---------------------------------------------------------------------------------------------- | ------- |
| Singelsculler     | Nya Zeeland Emma Twigg | 7.14,95 | Australien Kim Crow | 7.17,33 | Kina Duan Jingli                                                                               | 7.22,57 |
| Dubbelsculler     | Nya Zeeland Fiona Bourke Zoe Stevenson                                                                                                 | 6.38,04 | Polen Magdalena Fularczyk Natalia Madaj | 6.39,36 | Australien Olympia Aldersey Sally Kehoe                                                        | 6.41,71 |
| Scullerfyra       | Tyskland Annekatrin Thiele Carina Bär Julia Lier Lisa Schmidla                                                                         | 6.06,84 | Kina Jiang Yan Shen Xiaoxing Lü Yang Zhang Xinyue | 6.10,51 | USA Grace Latz Tracy Eisser Olivia Coffey Felice Mueller                                       | 6.12,03 |
| Tvåa utan styrman | Storbritannien Helen Glover Heather Stanning                                                                                           | 6.50,61 | USA Megan Kalmoe Kerry Simmonds | 6.52,87 | Nya Zeeland Louise Trappitt Rebecca Scown                                                      | 6.54,79 |
| Fyra utan styrman | Nya Zeeland Kayla Pratt Kelsey Bevan Grace Prendergast Kerri Gowler                                                                    | 6.14,36 | USA Susan Francia Emily Regan Tessa Gobbo Adrienne Martelli                                                                                                | 6.20,69 | Kina He Sihui Miao Tian Zhang Min Zhang Huan                                                   | 6.23,31 |
| Åtta med styrman  | USA Victoria Opitz Meghan Musnicki Amanda Polk Lauren Schmetterling Grace Luczak Caroline Lind Elle Logan Heidi Robbins Katelin Snyder | 5.56,83 | Kanada Cristy Nurse Lisa Roman Rosanne Deboef Natalie Mastracci Susanne Grainger Christine Roper Ashley Brzozowicz Lauren Wilkinson Lauren Thompson-Willie | 5.59,66 | Kina Zhang Dan Guo Linlin Yi Liqin Gao Qiuqiu Cui Xiaotong Ju Rui Zhang Min Zhang Huan Zhao Li | 6.00,52 |
| Lättvikt          | |         | |         |                                                                                                |         |
| Singelsculler     | Belgien Eveline Peleman | 7.31,31 | Grekland Aikaterini Nikolaidou | 7.31,73 | USA Kathleen Bertko                                                                            | 7.33,97 |
| Dubbelsculler     | Nya Zeeland Sophie MacKenzie Julia Edward                                                                                              | 6.48,56 | Kanada Lindsay Jennerich Patricia Obee | 6.50,41 | Kina Huang Wenyi Pan Dandan                                                                    | 6.53,40 |
| Scullerfyra       | Nederländerna Mirte Kraaijkamp Elisabeth Woerner Maaike Head Ilse Paulis                                                               | 6.15,95 | Australien Laura Dunn Sarah Pound Maia Simmonds Hannah Every-Hall                                                                                          | 6.19,54 | Tyskland Katrin Thoma Judith Anlauf Wiebke Hein Leonie Pieper                                  | 6.22,79 |

## Medaljtabell
| Pl.    | Nation         | Guld | Silver | Brons | Totalt |
| ------ | -------------- | ---- | ------ | ----- | ------ |
| 1      | Nya Zeeland    | 6    | 2      | 1     | 9      |
| 2      | Storbritannien | 4    | 4      | 2     | 10     |
| 3      | Australien     | 2    | 3      | 3     | 8      |
| 3      | Tyskland       | 2    | 3      | 3     | 8      |
| 5      | Ukraina        | 2    | 0      | 0     | 2      |
| 6      | USA            | 1    | 4      | 2     | 7      |
| 7      | Italien        | 1    | 2      | 1     | 4      |
| 8      | Grekland       | 1    | 1      | 0     | 2      |
| 9      | Norge          | 1    | 0      | 1     | 2      |
| 9      | Sydafrika      | 1    | 0      | 1     | 2      |
| 9      | Schweiz        | 1    | 0      | 1     | 2      |
| 12     | Belgien        | 1    | 0      | 0     | 1      |
| 12     | Kroatien       | 1    | 0      | 0     | 1      |
| 12     | Tjeckien       | 1    | 0      | 0     | 1      |
| 12     | Danmark        | 1    | 0      | 0     | 1      |
| 12     | Nederländerna  | 1    | 0      | 0     | 1      |
| 17     | Frankrike      | 0    | 3      | 1     | 4      |
| 18     | Kanada         | 0    | 2      | 0     | 2      |
| 19     | Kina           | 0    | 1      | 5     | 6      |
| 20     | Polen          | 0    | 1      | 1     | 2      |
| 21     | Israel         | 0    | 1      | 0     | 1      |
| 22     | Belarus        | 0    | 0      | 1     | 1      |
| 22     | Brasilien      | 0    | 0      | 1     | 1      |
| 22     | Kuba           | 0    | 0      | 1     | 1      |
| 22     | Ryssland       | 0    | 0      | 1     | 1      |
| 22     | Turkiet        | 0    | 0      | 1     | 1      |
| Totalt | Totalt         | 27   | 27     | 27    | 81     |